# Lupinus verjonensis
Lupinus verjonensis är en ärtväxtart som beskrevs av Charles Piper Smith. Lupinus verjonensis ingår i släktet lupiner, och familjen ärtväxter. Inga underarter finns listade i Catalogue of Life.